# Eve Mayfair
Eve Mayfair (născută Anastasia Mendez pe 21 ianuarie 1980 în San Francisco, California) este o actriță porno americană. Ea este cunoscută sub nume diferite ca Sita și Fair.

## Filmografie
- 2009 - Whitezilla Is Bigga Than a Nigga!!! 1
- 2006 - Decline of Western Civilization Part 69: The Porno Years
- 2006 - White Mans' Revenge
- 2005 - Black Bad Girls 21
- 2005 - Hood Hoppin' 4
- 2005 - Black Moon Risin'
- 2005 - Black Reign 8
- 2005 - Climaxxx TV
- 2005 - Fuck Me Harder White Boy 2
- 2005 - Spread 'Em Apart